# Saison 2009 des Cubs de Chicago
La Saison 2009 des Cubs de Chicago est la 134e saison en ligue majeure pour cette franchise.

## Inter-saison

### Arrivées

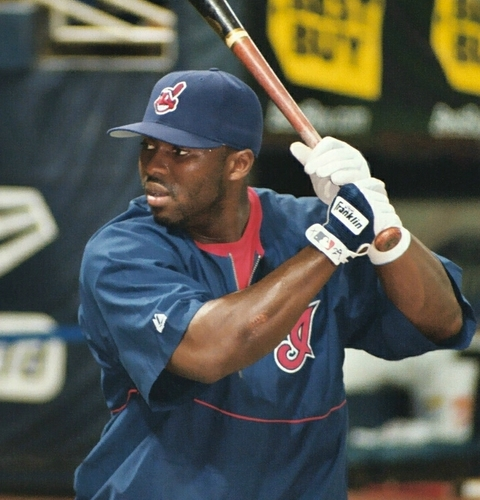
Milton Bradley passe des Rangers aux Cubs

- Joey Gathright (ex-Kansas City Royals), pour 1 an et 800 000 dollars
- Aaron Miles (ex-St Louis Cardinals), pour 2 ans
- Milton Bradley (ex-Texas Rangers), pour 3 ans et 30 millions de dollars
- So Taguchi (ex-Philadelphia Phillies), pour 1 an et 900 000 dollars
- Paul Bako (ex-Cincinnati Reds), détails du contrat non publiés
- Aaron Heilman (ex-Seattle Mariners), échange contre Ronny Cedeno et Garrett Olson
- Garrett Olson (ex-Baltimore Orioles), échange
- Henry Williamson (ex-Baltimore Orioles), échange
- Luis Vizcaino (ex-Colorado Rockies), échange contre Jason Marquis
- Kevin Gregg (ex-Florida Marlins), échange contre Jose Ceda

### Départs
- Bob Howry chez les San Francisco Giants, comme agent libre
- Kerry Wood chez les Cleveland Indians, comme agent libre
- Henry Blanco chez les San Diego Padres, comme agent libre
- Daryle Ward chez les Cincinnati Reds, comme agent libre
- Ronny Cedeno chez les Seattle Mariners, échange
- Garrett Olson chez les Seattle Mariners, échange
- Félix Pie chez les Baltimore Orioles, échange contre Garrett Olson et Henry Williamson
- Jason Marquis chez les Colorado Rockies, échange
- Mark DeRosa chez les Cleveland Indians, échange contre des jeunes espoirs
- Jose Ceda chez les Colorado Rockies, échange

### Cactus League
Basés au HoHoKam Park à Mesa en Arizona, le programme des Cubs comprend 37 matches de pré-saison entre le 25 février et le 2 avril.
La phase de pré-saison s'achève les 3 et 4 février, à New York, avec deux matches de gala face aux New York Yankees dans leur nouvelle enceinte, le New Yankee Stadium.
En excluant la rencontre face à l'équipe du Japon (défaite 3-2), les Cubs affichent un bilan de pré-saison de 18 victoires pour 18 défaites et 2 nuls, soit la 6e performance sur 14 en Cactus League et la 7e sur 16 pour une franchise de la Ligue nationale.

## Saison régulière

### Classement
| Ligue nationale (Division Centrale) | V  | D  | %    | GB  |
| ----------------------------------- | -- | -- | ---- | --- |
| Cardinals de Saint-Louis            | 91 | 71 | .562 | --  |
| Cubs de Chicago                     | 83 | 78 | .516 | 7½  |
| Brewers de Milwaukee                | 80 | 82 | .491 | 11  |
| Reds de Cincinnati                  | 78 | 84 | .481 | 13  |
| Astros de Houston                   | 74 | 88 | .457 | 17  |
| Pirates de Pittsburgh               | 62 | 99 | .385 | 28½ |

### Résultats

#### Avril
Après une bonne entame de saison (8 victoires pour 4 défaites), les Cubs réalisent une mauvaise fin de mois d'avril pour terminer sous la barre des 50 % : 10 victoires et 11 défaites. Au niveau individuel, Alfonso Soriano sort du lot avec 7 coups de circuit.